# Мухаджири (Пакистан)
Мухаджирите в Пакистан са мюсюлмани, които се преселват в тази страна от Индия след разделянето през 1947 г. По-голямата част от тях говорят урду, наброяват около 13 милиона души.

## Разделяне
На 2 юни 1947 г. британското правителство обявява решението си за разделяне на Британска Индия. В резултат от това се налага масова размяна на население между 2-те новообразувани държави. В Пакистан имигрират 7 266 000 мюсюлмани от Индия, а в обратната посока емигрират 7 249 000 индуси и сикхи.
В Пакистан мухаджирите се установяват в Панджаб (5,5 милиона) и в Синд (1,5 милиона). Така например населението на Карачи се увеличава от 400 000 на 1,3 милиона души през 1947 г.

## Култура
Мухаджирите играят голяма рола в пакистанската ядрена и космическа програма тъй като мнозинството от тях са високообразовани и с богата култура. Сред изтъкнатите представители на мухаджирите са Первез Мушараф, д-р Абдул Кадир Хан, проф. Гюлам Муртаза и много други.
Кухнята на мухаджирите, за разлика от останалите пакистански ястия, е доста по-пикантна и ароматна. Сред типичните ястия са кюфтета, чапати, различни видове кебапи.